# Julia Minor
Julia Minor (19 př. n. l. – 29 n. l.) byla římskou aristokratkou z Julsko-klaudijské dynastie. Narodila se jako nejstarší dcera Marka Vipsania Agrippy a Julie starší. Spolu se svou sestrou Agrippinou Major vyrůstala u svého dědečka z matčiny strany, císaře Augusta a nevlastní babičky Livie Drusilly.
Julia Minor byla vnučkou císaře Augusta, nevlastní dcerou císaře Tiberia, tetou císaře Caliguly a císařovny Agrippiny mladší, sestřenicí císaře Claudia a pratetou císaře Nera.

## Život
Kolem roku 5 nebo 6 př. n. l. ji Augustus provdal za Lucia Aemilia Paulla. Paullus byl její polorodý bratranec, protože babička obou byla Scribonia. Juliina matka byla dcerou Scribonie a Augusta, zatímco Paullova matka Cornelia Scipio byla dcerou Scribonie a Publia Cornelia Scipia.
Pullus a Julia měli dceru Aemilii Lepidu a syna Marka Aemilia Lepida.
V roce 8 byla Julia vyhoštěna za poměr s římským senátorem Decimem Juniem Silanem. Byla poslána na Tremirus, malý italský ostrov, kde porodila dítě. Augustus dítě odmítl a nařídil, aby bylo odvrženo nebo ponecháno na horském úbočí zemřít. Silanus odešel do dobrovolného exilu, ale za Tiberiovy vlády se vrátil.
Někdy mezi rokem 1 a 14 byl její manžel popraven za účast v povstání. Moderní historikové mají teorii, že Julia nebyla v exilu za cizoložství, ale za manželovu účast v revoltě. Julia zemřela v roce 29 na tom samém ostrově, kam byla před lety vyhoštěna. Císař Augustus ve své poslední vůli vyjádřil, že Julia Minor nesmí být pohřbena v Římě.